# 14 Pułk Dragonów (Cesarstwo Niemieckie)
14 pułk dragonów (niem. Kurmärkisches Dragoner-Regiment Nr. 14) – pułk kawalerii Armii Cesarstwa Niemieckiego.

## Charakterystyka
Pułk został sformowany 27 września 1866. Stacjonował w Colmar . Wchodził w skład XV Korpusu Armijnego .

 Wiosną 1914 był w strukturze 39 Brygady Kawalerii z 39 Dywizji Piechoty.
W wyniku mobilizacji, w sierpniu 1914 pułk osiągnął gotowość bojową i w składzie 39 Dywizji Piechoty z XV Korpusu Armijnego został wysłany na front zachodni.

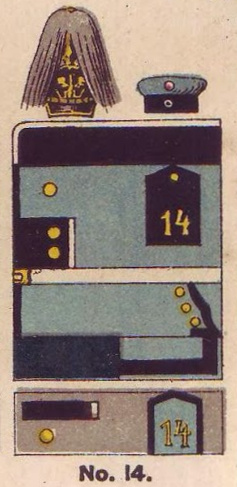
Oznaki pułku

W czasie I wojny światowej w szeregach pułku walczył między innymi wachmistrz Teodor Mory.